# Soolking
Soolking, pseudonimo di Abderraouf Derradji (in arabo عبد الرؤوف درّاجي‎?; El Hammamet, 10 dicembre 1989), è un rapper e ballerino algerino.

## Biografia

### Infanzia
Abderraouf nasce in un sobborgo della capitale Algeri. Suo padre era un percussionista e faceva parte di una band rock.

### Inizi
Nel 2008 Soolking, all'epoca MC Sool, partì alla volta della Francia, per poi ritornare in Algeria per arruolarsi nella rap crew Africa Jungle.
Nel 2013 cambia nome in Soolking.
Jungle Soldat
Nel 2014 il rapper ritorna in Francia per pubblicare insieme agli MC Jam Shaw e N'As Doz l'album Jungle Soldat.

### La carriera solista
Nel 2016 firma per l'etichetta discografica di Sofiane e comincia la carriera da solista.
Il successo
Nel 2018 pubblica i singoli Milano e Guérilla con cui ottiene un discreto successo, ed entra in classifica in Francia.
Nello stesso anno pubblica il singolo Dalida, dedicato all'omonima cantante italiana e contenente varie citazioni del brano Parole parole. Il singolo ha sfiorato la top 10 nelle classifiche francesi.
Il 2 novembre 2018 pubblica il suo primo album in studio, Fruit of Démon, certificato platino dalla SNEP. Nel frattempo, anche Guérilla e Dalida vengono certificati dischi di platino in Francia.
Vintage
Nel 2020 pubblica il suo secondo album in studio, Vintage, in cui sono contenuti i singoli Meleğim ed Hayati. Nello stesso anno collabora con Ghali nella traccia Jennifer, contenuta nel secondo album in studio del cantante italo-tunisino. Il brano è cantato in francese, inglese, italiano, arabo e spagnolo e tedesco. Nello stesso anno esce il singolo Ça fait des années in duetto con il celebre cantante Cheb Mami, noto per le collaborazioni con Sting e Zucchero Fornaciari.

## Stile
Soolking ha introdotto un tipo di musica formato da reggae, soul, raï, rap e trap.

## Discografia

### Album in studio
- 2014 – Jungle Soldat
- 2018 – Fruit du Démon
- 2020 – Vintage
- 2022 – Sans visa
- 2025 – Africa Jungle

### Singoli
- 2016 – Vida Loca
- 2016 – Barbe noire
- 2017 – Fuego (feat. Ghost ST)
- 2017 – Dounia
- 2017 – Yeah!
- 2017 – Blanco Griselda
- 2017 – T.R.W (feat. Alonzo)
- 2017 – Bilal (feat. 7Liwa)
- 2017 – Mi Amigo
- 2018 – Milano
- 2018 – Guerilla
- 2018 – Dalida
- 2018 – Vroom Vroom
- 2019 – Rockstar
- 2019 – Youv
- 2019 – Liberté (feat. Ouled El Bahdja)
- 2019 – Espérance
- 2019 – Bébé Allo
- 2020 – Meleğim (feat. Dadju)
- 2020 – Marilyne (feat. SCH)
- 2020 – Ça fait des années (feat. Cheb Mami)
- 2021 – Fada
- 2022 – Suavemente
- 2023 – Casanova (con Gazo o remix con Lola Índigo e Rvfv)

### Collaborazioni
- 2015: Reda Lax feat. Soolking - Général Amari
- 2016: Ghost ST feat. Soolking & Djam Chow - Aubameyang
- 2017: She Real feat. Sloppy Joe & Soolking - Like Me
- 2017: Mert feat. Soolking - Ajajaj
- 2018: Sofiane feat. Soolking - Madame courage
- 2018: YL feat. Soolking - Vai Nova
- 2018: Naps feat. Soolking - Favela
- 2018: Médine feat. Soolking - Madara
- 2018: KeBlack & Soolking - Mi Corazón
- 2018: L'Algérino feat. Soolking - Adios
- 2018: Sofiane, Vald, Soolking, Sadek, Mac Tyer, Heuss l'Enfoiré & Kalash Criminel - Woah
- 2018: Soprano feat. Soolking - Cantare
- 2018: Kery James feat. Soolking - Ça va aller
- 2018: Kalash Criminel feat. Soolking - Savage
- 2018: GLK feat. Soolking - Lové
- 2018: Veysel feat. Soolking - Bruder
- 2018: Jul feat. Soolking - Come vai
- 2019: Heuss l'Enfoiré feat. Soolking - Benda
- 2019: Lacrim feat. Soolking - Maladie
- 2019: Diplo feat. Soolking - Oh Maria
- 2019: Franglish feat. Soolking - Déçu
- 2019: Dhurata Dora feat. Soolking - Zemër
- 2019: Naps feat. Soolking - Medellín
- 2019: Moubarak feat. Soolking, Heuss l'Enfoiré, TK, Jul - Plata en platine
- 2019: Black M feat. Soolking & Heuss l'Enfoiré - Dans mon délire
- 2019: Dadju feat. Soolking, Kaly & Aymane Serhani - Wouli liya
- 2019: SCH feat. Capo Plaza & Soolking - Every Day
- 2020: Hornet La Frappe feat. Soolking - Galère après galère
- 2020: Ghali feat. Soolking - Jennifer
- 2020: Naps feat. Soolking, Sofiane & Kliff - Poropop
- 2020: GLK feat. Soolking & Koba LaD - Sinaloa
- 2020: Leto feat. Soolking - T'es allée où?
- 2020: Sifax feat. Soolking - Pas la peine
- 2020: Kendji Girac feat. Soolking - Bebeto
- 2020: Lynda feat. Soolking - Luna
- 2020: Louane feat. Soolking - Toute ma vie
- 2020: Soolking - Isabella
- 2020: Imen Es, Hatik, Dadju & Soolking - Unité
- 2020: Mero feat. Soolking - Choya
- 2020: Landy feat. Soolking - Ma werss
- 2021: AriBeatz feat. Soolking & Ozuna - Aquí
- 2021: Camélia Jordana feat. Soolking - Te parler
- 2021: Sofiane feat. Soolking - Nouveaux parrains
- 2021: Alonzo feat. Soolking & L'Algérino - Dinero
- 2021: Niro feat. Soolking - Amiga
- 2021: Naps feat. Soolking & Le Rat Luciano - Tagada
- 2021: Mohamed Ramadan feat. Soolking - Paris Dubaï
- 2022: Barack feat. Soolking - Dosé
- 2022: 4.4.2, Tayc, Soolking feat. Jul, Naza - Va bene
- 2022: Kendji Girac feat. Soolking - Desperado
- 2022: Gims feat. Soolking - Après vous madame
- 2022: Uzi feat. Soolking - La famille